# راميرو ليون
راميرو ليون (بالإسبانية: Ramiro Leone)‏ هو لاعب كرة قدم أرجنتيني في مركز الوسط، ولد في 1 يونيو 1977 في روساريو في الأرجنتين. لعب مع أرجنتينوس جونيورز وتشاكاريتا جيونيورز وتيغري وروزاريو سنترال ونادي أطلس ونويفا شيكاجو.

## وصلات خارجية
- راميرو ليون على موقع إي إس بي إن إف سي (الإنجليزية)
- راميرو ليون على موقع قاعدة بيانات كرة القدم.إي يو (الإنجليزية)
- راميرو ليون على موقع Soccerway.com (الإنجليزية)